# Tools for Fools
Tools for Fools är Quit Your Dayjobs andra studioalbum, utgivet 2007 av bolaget Bad Taste Records.

## Låtlista
1. "Warmachine"
2. "Crime Is Ahead of Technology"
3. "Bodypoppers"
4. "Beat the Boss"
5. "Frank Suicide"
6. "Medieval Monsters in the Modern Man"
7. "Police Are Coming"
8. "Tools for Fools"
9. "Kream of the Krap"
10. "Bob Dallas"
11. "Danger! Fire Kills Children"
12. "Thank U 4 Coming"
13. "Execute the Pranksters"

## Singlar

### Bodypoppers
1. "Bodypoppers"
2. "Bodypoppers" (APOS-version feat. Tonedeff)
3. "Bodypoppers" (APOS-version, instrumentell)

### Fotnoter
1. ↑  ”Tools for Fools”. Discogs.com. http://www.discogs.com/Quit-Your-Dayjob-Tools-For-Fools/release/2428799. Läst 4 januari 2012.